# Antoine Martinez (cyclisme)
Pour les articles homonymes, voir Antoine Martinez et Martinez.
Antoine Martinez, né le 3 janvier 1930 à Bédar (Espagne) et mort le 11 février 2016 à Cébazat, est un coureur cycliste français, en activité de 1950 à 1959,.

## Palmarès
- 1950
  - 3e du Grand Prix de Châtel-Guyon
- 1951
  - 3e du Grand Prix des chaussures Léon Daniel
- 1954
  - 2e du Circuit d'Auvergne
  - 2e du Grand Prix de la Trinité
- 1956
  - 2e du Circuit des Monts du Livradois
  - 2e du Grand Prix de Châtel-Guyon
- 1957
  - Grand Prix cycliste de L'Humanité
  - 2e du Circuit des Monts du Livradois
  - 2e du Grand Prix de Châtel-Guyon
- 1959
  - Grand Prix cycliste de L'Humanité
    - 1re étape
    - 2e du Classement Général